# Zbigniew Chlebowski

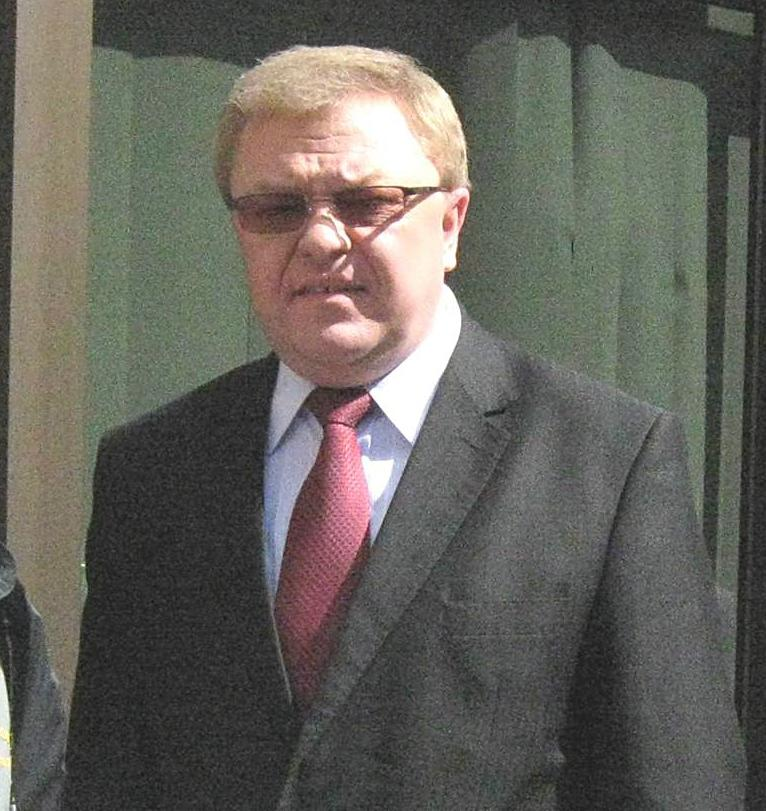
Zbigniew Chlebowski (2009)

Zbigniew Chlebowski (* 8. März 1964 in Żarów) ist ein polnischer Politiker (SKL, AWS, PO). Er gehörte von  2001 bis 2011 dem Sejm in der IV., V. und VI. Wahlperiode an.

## Leben und Beruf
Zbigniew Chlebowski ist Absolvent der Akademia Rolnicza we Wrocławiu. Weiterhin besitzt er einen Master of Business Administration der Akademia Ekonomiczna w Poznaniu. Chlebowski ist verheiratet und hat einen Sohn und eine Tochter.

## Politik
Von 1990 bis 2001 war Chlebowski Bürgermeister seiner Heimatstadt Żarów. Zugleich war er von 1990 bis 1998 Ratsmitglied und Mitglied des Präsidiums des Sejmik der Woiwodschaft Wałbrzych. Zuletzt gehörte er in dieser Zeit der Stronnictwo Konserwatywno-Ludowe (SKL). Nach der Auflösung der Woiwodschaft Wałbrzych wurde er bei den Selbstverwaltungswahlen 1998 auf der Liste des Wahlbündnisses Akcja Wyborcza Solidarność, an dem sich die SKL beteiligt hatte, in den Sejmik der neuen Woiwodschaft Niederschlesien gewählt. Dabei war er in den Ausschüssen für Regionalpolitik sowie Wirtschaft tätig.
Bei der Parlamentswahl 2001 zog Zbigniew Chlebowski als Mitglied der neu gegründeten Platforma Obywatelska erstmals in den Sejm ein. Auch bei den nachfolgenden Parlamentswahlen 2005 und 2007 wurde er in den Sejm gewählt. 2007 wurde er auch zum Vorsitzenden der Fraktion der PO gewählt. Am 2. Oktober 2009 wurde er von seinem Amt als Fraktionsvorsitzender „vorläufig suspendiert“, da er in eine Korruptionsaffäre verwickelt sein soll, in der es um die angebliche Verhinderung der Einführung einer Abgabe auf Glücksspiele zur Finanzierung der Fußball-Europameisterschaft 2012 geht. Ende Oktober 2009 verließ er Partei und Fraktion und war bis zum Ende der Wahlperiode fraktionslos. 2011 bewarb er sich als unabhängiger Kandidat erfolglos um einen Sitz im Senat der Republik Polen.

## Ehrungen
- 2002 Bronzenes Verdienstkreuz der Republik Polen[6]